# Шлагбаум (фільм, 2015)
«Шлагбаум» — казахстанський драматичний фільм, знятий Жасуланом Пошановим. Світова прем'єра стрічки відбулась 21 червня 2015 року в головному конкурсі Московського міжнародного кінофестивалю, де Еркебулан Даіров отримав нагороду «Срібний Георгій» як найкращий актор.

## У ролях
- Еркебулан Даіров
- Азат Жумаділ
- Дідар Каден
- Еліна Шакєєва
- Алдаш Шалбаєв

## Визнання
| Нагороди та номінації фільму «Шлагбаум» | Нагороди та номінації фільму «Шлагбаум» | Нагороди та номінації фільму «Шлагбаум»     | Нагороди та номінації фільму «Шлагбаум» | Нагороди та номінації фільму «Шлагбаум» | Нагороди та номінації фільму «Шлагбаум» |
| Рік                                     | Кінопремія / Кінофестиваль              | Категорія / Нагорода                        | Номінант                                | Результат                               |                                         |
| --------------------------------------- | --------------------------------------- | ------------------------------------------- | --------------------------------------- | --------------------------------------- | --------------------------------------- |
| 2015                                    | Московський міжнародний кінофестиваль   | «Золотий Георгій» за найкращий фільм        | «Шлагбаум»                              | Номінація                               |                                         |
| 2015                                    | Московський міжнародний кінофестиваль   | «Срібний Георгій» за найкращу чоловічу роль | Еркебулан Даіров                        | Перемога                                |                                         |
| 2015                                    | Міжнародний кінофестиваль «Євразія»     | Приз ФІПРЕССІ                               | «Шлагбаум»                              | Перемога                                |                                         |
| 2015                                    | Міжнародний кінофестиваль «Євразія»     | Приз критиків за найкращу чоловічу роль     | Еркебулан Даіров                        | Перемога                                |                                         |